# Religioni in Romania
Il cristianesimo è la religione più diffusa in Romania. Secondo i dati del censimento del 2011, i cristiani rappresentano circa il 93% della popolazione e sono in maggioranza ortodossi; lo 0,8% circa della popolazione segue altre religioni, lo 0,2% della popolazione non segue alcuna religione e il 6% circa della popolazione non specifica la propria fede religiosa. Stime dell'Association of Religion Data Archives (ARDA) riferite al 2015 danno i cristiani al 90,5% circa della popolazione, i musulmani allo 0,3% della popolazione, coloro che seguono altre religioni allo 0,2% circa e coloro che non seguono alcuna religione allo 0,2% circa, mentre non si conosce l'affiliazione religiosa della restante parte della popolazione (circa l'8%).
La costituzione riconosce la libertà religiosa, proibisce le discriminazioni religiose e specifica che non c'è una religione di stato, tuttavia riconosce il ruolo della Chiesa ortodossa romena nella storia nazionale del Paese. La legge distingue le organizzazioni religiose in tre livelli: denominazioni religiose, associazioni religiose e gruppi religiosi. Le denominazioni religiose comprendono le 18 organizzazioni religiose esistenti nel 2006 (4 Chiese ortodosse, 9 Chiese protestanti, la Chiesa cattolica di rito latino e quella di rito orientale, la Comunità ebraica, la Comunità islamica e i Testimoni di Geova); possono aggiungersi all'elenco le organizzazioni religiose che hanno un numero di membri non inferiore allo 0,1% della popolazione (cioè più di 20.000 persone) e possono dimostrare almeno 12 anni di attività ininterrotta dopo il 2006. Le denominazioni religiose sono esentate dal pagamento delle tasse, possono ricevere fondi statali per costruire luoghi di culto e gestire stazioni radio-televisive. Le organizzazioni religiose che hanno almeno 300 membri possono registrarsi come associazioni religiose per avere agevolazioni fiscali, ma non possono godere degli altri benefici delle denominazioni religiose. I gruppi religiosi non hanno bisogno di registrarsi e possono praticare liberamente il culto, ma non possono godere di agevolazioni fiscali. Solo le denominazioni religiose possono offrire assistenza spirituale nelle Forze armate; negli ospedali, nelle case di riposo e nelle prigioni possono essere ammesse in alcuni casi anche le associazioni religiose. Nelle scuole pubbliche e private è previsto l'insegnamento della religione, ma solo le denominazioni religiose possono organizzare corsi basati sulla loro fede. L'iscrizione ai corsi di religione avviene su richiesta dei genitori o degli stessi studenti se hanno compiuto 18 anni.

## Religioni presenti

### Cristianesimo
Fra i cristiani romeni, gli ortodossi sono in maggioranza e rappresentano circa l'82% della popolazione (comprese le denominazioni minori); i protestanti rappresentano circa il 6,5% circa della popolazione, i cattolici rappresentano il 4,3% della popolazione e i cristiani di altre denominazioni lo 0,2% della popolazione.
La Chiesa ortodossa è rappresentata in Romania principalmente dalla Chiesa ortodossa romena; in misura minore sono presenti la Chiesa ortodossa serba e la Chiesa apostolica armena. In Romania è presente anche la Chiesa ortodossa di antico rito dei Lipovi, appartenente al movimento dei Vecchi credenti.
La Chiesa cattolica è presente in Romania con la Chiesa latina e due Chiese di rito orientale, la Chiesa greco-cattolica rumena e la Chiesa armeno-cattolica.  La Chiesa latina è organizzata con una circoscrizione ecclesiastica, l’arcidiocesi di Bucarest (da cui dipendono quattro diocesi suffraganee) e un'arcidiocesi immediatamente soggette alla Santa Sede, cioè l'arcidiocesi di Alba Iulia. La Chiesa greco-cattolica rumena è presente con l'arcivescovato maggiore di Făgăraș e Alba Iulia (da cui dipendono cinque eparchie suffraganee), mentre la Chiesa armeno-cattolica è presente con l'Ordinariato di Romania. 
La maggiore denominazione protestante presente in Romania è la Chiesa riformata di Romania, di orientamento calvinista. Il luteranesimo, altra confessione storicamente presente nel Paese, è rappresentato da due Chiese, la Chiesa evangelica luterana di Romania e la Chiesa evangelica della confessione augustana in Romania. Nel Paese sono inoltre presenti pentecostali, battisti, avventisti del settimo giorno, Chiesa dei "Fratelli Cristiani" e Unitariani, questi ultimi rappresentati dalla Chiesa unitaria della Transilvania.
Fra i cristiani di altre denominazioni, sono presenti i Testimoni di Geova e la Chiesa di Gesù Cristo dei Santi degli Ultimi Giorni (i Mormoni).

### Altre religioni
In Romania sono presenti musulmani, ebrei, induisti, buddhisti, bahai e piccoli gruppi che seguono i nuovi movimenti religiosi.